# Glatzer Münze
Die Glatzer Münze war eine königliche Münzprägeanstalt, die 1426 durch ein Privileg des böhmischen Landesherrn Sigismund in der damals zu Böhmen gehörenden Stadt Glatz errichtet wurde. Mit dem Übergang der Grafschaft Glatz 1763 an Preußen erlangte dieses auch die Hoheitsrechte über die Glatzer Münzstätte. 1809 wurde sie vorübergehend und 1813 endgültig geschlossen.

## Geschichte
Das erste urkundlich belegte Glatzer Münzprivileg stammt aus dem Jahre 1426. Es wurde vom böhmischen König Sigismund dem damaligen Landeshauptmann und späteren Pfandherrn des Glatzer Landes, Puta d. J. von Častolowitz erteilt. 1454 begann der Landesverweser Georg von Podiebrad mit Genehmigung des Königs Ladislaus Postumus in Glatz Heller zu prägen, die jedoch sehr geringhaltig gewesen sein sollen. Auch nach der Erhebung des Glatzer Landes 1459 zu einer Grafschaft durch den nun böhmischen König Georg von Podiebrad verblieb das Hoheitsrecht beim Landesherrn von Böhmen, das ab 1526 an die Habsburger gefallen war. Auch bei den späteren Verpfändungen und Vergaben musste das Münzrecht jeweils neu erteilt werden.
Die ältesten Glatzer Münzen waren nur einseitig geprägt. Bis gegen Ende des 15. Jahrhunderts zeigen sie alle einen Böhmischen Löwen und ein gotisches „G“ für Glatz. Erst danach tragen sie zusätzlich ein Wappen der Grafschaft Glatz mit den beiden goldenen Schrägbalken im roten Feld.
1501 verpfändeten die Söhne des 1498 verstorbenen Herzogs Heinrich d. Ä. von Münsterberg die Grafschaft Glatz an ihren späteren Schwager Ulrich von Hardegg. Ihm verlieh König Maximilian I. das Münzrecht erst im Jahre 1507. Die während Ulrichs Regierungszeit geprägten Münzen zeigen auf der einen Seite das Wappen der Grafschaft und auf der anderen das Hardeggsche Wappen, unter dem sich ein kleines „H“ für Hardegg befindet. Vermutlich wollte Graf Ulrich, der von späteren Forschern als „eifriger Nachpräger der Münzen seiner Nachbarn“ bezeichnet wurde, mit den von ihm geprägten Münzen die Bedeutung seines Residenzortes Glatz hervorheben. 1512 ließ er eine Goldmünze prägen, die auf dem Avers eine Madonna und auf dem Revers das Grafschafter Wappen zeigt. Es wird vermutet, dass diese Münze die Marienstatue aus dem Hochaltar der Glatzer Pfarrkirche Marie Himmelfahrt darstellt, die als Mirakelmadonna des ersten Prager Erzbischofs Ernst von Pardubitz bekannt wurde.
Auch während der Zeit der Pfandschaft des mährischen Adligen Johann von Pernstein zwischen 1540 und 1544 wurden in Glatz Münzen geprägt, im Jahre 1543 auch eine silberne Medaille mit dem Brustbild Pernsteins, das in seiner feingeschnittenen Profilierung dem Stil der Renaissance entspricht. Obwohl solche Münzporträts eigentlich nur dem König zustanden, wollte Pernstein damit vermutlich seine Regentschaft über das Glatzer Land anzeigen.
Ab 1549 war der Wittelsbacher Ernst von Bayern Pfandherr der Grafschaft Glatz. Er ließ in Glatz Münzen prägen, die auf einer Seite den Böhmischen Löwen zeigen, während die andere Seite mit den Wappen der Pfalz, Baierns und der Grafschaft Glatz verziert ist.
1575 übertrug König Maximilian II. das Glatzer Münzrecht seinem Mundschenk Friedrich von Falkenhain, bei dem er hoch verschuldet war. Dieser erwarb nachfolgend auch mehrere Kammerdörfer um Glatz, die ihm Rudolf II. verkaufte, weil er Mittel für die Bestreitung der Türkenkriege benötigte. Die Dörfer sowie die Glatzer Münze behielt er bis zu seinem Tod 1612. Bedeutende Münzprägungen aus seiner Zeit sind nicht bekannt. Wegen der Wirren des Böhmischen Ständeaufstands von 1618 war die Münze vorübergehend geschlossen. Erst 1627 wurde sie durch Ferdinand III. neu eröffnet und in ihr wieder Taler und Goldmünzen geprägt.
Wegen der häufigen Verpfändungen, die gelegentlich auch mit Eingriffen in das Münzrecht verbunden waren, erlangte die Glatzer Münze keine große überregionale Bedeutung. Der Landesherr bzw. die Pfandherrn betrieben die Münze meistens nicht selbst. Sie vergaben oder verpfändeten sie häufig an Münzmeister und waren daran interessiert, dass der Münzbetrieb einen möglichst hohen Gewinn abwarf. Die in Glatz geschlagenen Münzen sind jedoch wegen ihrer Seltenheit für die Numismatik und die Geschichte des Glatzer Landes bedeutsam.

## Preußische Zeit
Nachdem die Breslauer Münzstätte während der Napoleonischen Besetzung ihren Betrieb einstellen musste, kam es zu einem Kleingeldmangel. Deshalb beauftragte die preußische Regierung im Jahre 1807 den damaligen Generalgouverneur von Schlesien, Fürst Heinrich zu Pleß mit der Errichtung einer neuen Münzstätte in Glatz. Da die Gebäude der ehemaligen Münze nicht mehr genutzt werden konnten, wurden für diesen Zweck am 13. Juni 1807 mehrere Grundstücke vor dem Brücken- und Wassertor aufgekauft. Mit der Einrichtung und dem Betrieb wurde der Breslauer Münzmeister Friedrich Wilhelm Prätorius beauftragt. Bereits im September d. J. konnten die ersten Groschen und Dreikreuzer hergestellt werden. Ab März 1809 wurde die Prägung von „Gröscheln“, Kreuzern, Drei- und Sechsböhmern und Biergroschenstücken und auch Talern aufgenommen, wodurch der Mangel an Scheidemünzen beseitigt werden konnte. Nachdem die Breslauer Münze ihren Betrieb wieder aufgenommen hatte, wurde die Glatzer Münzstätte wieder geschlossen. Im Ganzen wurde während dieser drei Jahre Kleingeld im Wert von 442.484 Talern geprägt.